# Parazygiella
Genre
Parazygiella est un genre d'araignées aranéomorphes de la famille des Araneidae.

## Distribution
Les espèces de ce genre se rencontrent en écozone holarctique.

## Liste des espèces
Selon World Spider Catalog (version 25.5, 24/01/2025) :
- Parazygiella carpenteri (Archer, 1951)
- Parazygiella dispar (Kulczyński, 1885)
- Parazygiella montana (C. L. Koch, 1834)

## Systématique et taxinomie
Ce genre a été décrit par Wunderlich en 2004 dans les Zygiellidae. Il est placé en synonymie avec Zygiella par Gregorič, Agnarsson, Blackledge et Kuntner en 2015. Il est relevé de synonymie par Eskov et Marusik en 2024.

## Publication originale
- Wunderlich, 2004 : « The fossil spiders (Araneae) of the families Tetragnathidae and Zygiellidae n. stat. in Baltic and Dominican amber, with notes on higher extant and fossil taxa. » Beiträge zur Araneologie, vol. 3, p. 899-955.